# Kašpar III. Šlik

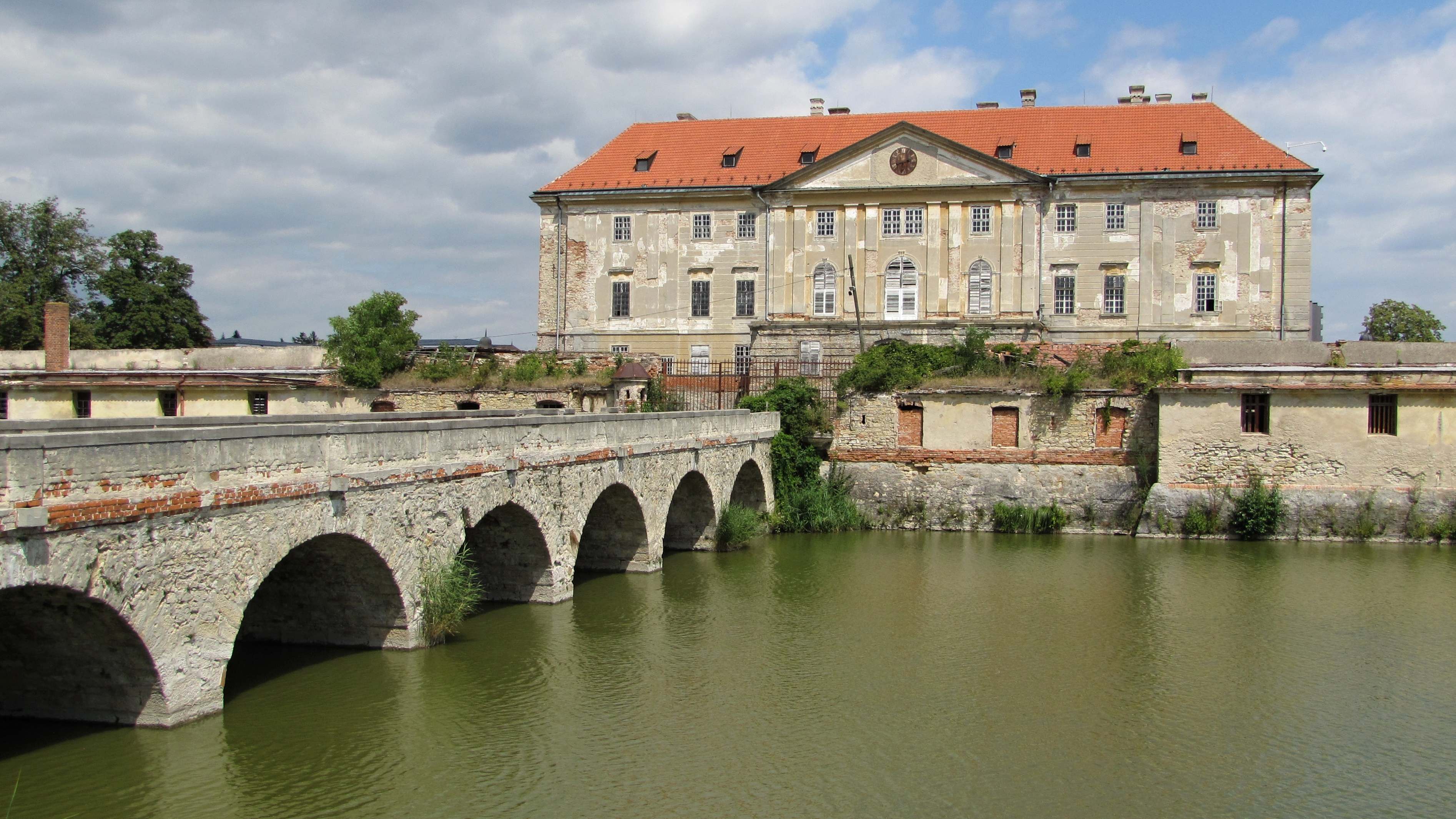
Zámek Holíč (Weiskirchen)

Kašpar III. Šlik z Pasounu a Holíče (německy Kaspar III. Schlick von Passaun-Weisskirchen; * kolem roku 1505/1506 – 1549/1575) byl český šlechtic z ostrovské linie rodu Šliků, hrabě z Pasounu (Bassano del Grappa v Itálii) a Holíče (Weiskirchen) na Slovensku, pán na Himlštejně, Hauenštejně a Ostrově (Schlakenwerth) u Karlových Varů.

## Život
Narodil se jako syn hraběte Jindřicha II. Šlika z Pasounu a Holíče († 1528) a jeho manželky Hyppolity hraběnky z Hohenlohe († 1524), dcery Jana z Hohenlohe-Weikersheimu († 1509) a Alžběty z Leuchtenberka († 1616). Byl vnukem hraběte Kašpara II. Šlika z Pasounu a Holíče (1451-1516) a Alžběty z Gutštejna († 1507).
Byl bratrem hraběte Jindřicha IV. Šlika mladšího (1508–1569), který se 18. ledna 1548 oženil s Kateřinou z Gleichen-Tonna († asi 1583).
Během Šmalkaldské války se se svým bratrem Jindřichem postavil na stranu proti králi Ferdinandovi I. a v roce 1547 se k němu přidal také další členové rodiny, kteří patřili ke stejné frakci. Byli to strýcové Jeroným II. a Vavřinec a Mořic a bratranec Štěpán. Pro svůj postoj byli na nějaký čas uvězněni v Bílé věži na Pražském hradě, později však byli omilostněni, museli se však vzdát bohatých měst Jáchymov a Loket a postoupit je koruně.

## Rodina
Kašpar Šlik z Pasounu a Holíče se přibližně kolem roku 1530 oženil s Alžbětou (Eliškou) z Vartenberka (asi 1515 – 1572), dcerou Prokopa z Vartenberka, pána na Mělníce († 1541) a jeho manželky Anny ze Salhausenu († 1556). Manželé měli 12 dětí:
- Hypolita Šliková (1553 – 14. října 1598), provdaná 30. listopadu 1572 za hraběte Pankráce z Windisch-Graetze (1525 – 20. října 1591)
- Valpurga Šliková († 24. prosince 1575), provdaná v roce 1526 za hraběte Jiřího z Everstein-Naugard-Masova (1481 – 18. února 1553), syna hraběte Ludvíka II. z Eversteinu († 1502) a Walburgy z Hohnstein-Firradenu
- Sibyla Šliková (kolem roku 1532, Ostrov – 1565), provdaná kolem roku 1553 za sv. pána Zdeňka II. Krajíře z Krajku, pána z Landštejna (asi 1520 – 1577)
- Dorotea Šliková (kolem 1530/1537 – 1599), provdaná kolem let 1543/1554 za hraběte Dětřicha z Kunovic (asi 1520 – 4. září 1582)
- Anna Karolína Šliková (asi 1540 – 1594, pohřbena v Zollmusu), provdaná za svobodného pána Jakuba Kašpara Colonnu z Felsu (asi 1540 – 1575?/1610), pána z Engelsburgu, maršála Štýrského Hradce, děti Sidonie (1560–1625 Cheb), Bedřich Kašpar († 1614), Linhart (1565-1620)
- Jindřich Šlik z Pasounu a Holíče († 24. února 1585/1588), ženatý v roce 1560 s hraběnkou Annou Marií Ungnadovou, vdovou po Ludvíku (Juliu) Šlikovi z Pasounu a Holíče († 1575)
- Prokop Šlik z Pasounu a Holíče († 1604 v bitvě v Holandsku)
- Bedřich Šlik z Pasounu a Holíče († 18. prosince 1611), ženatý poprvé s Barborou Schenkovou z Landsberka, podruhé od 14. ledna 1606 s Marií ze Schönburg-Waldenburgu (29. srpna 1584 – 23. dubna 1628)
- Sibyla (I.) Šliková († nar. 1568), provdaná za Zdeňka I. Krajíře z Krajku (* 1568?)
- Uršula Šliková († 1624), provdaná za Kryštofa Witztuma z Apolty († 1620)
- Zuzana Šliková (kolem roku 1549/1505 – 1575)
- Kateřina Šliková (kolem roku 1549/1505 – 1575)
- Ester Šliková (kolem roku 1549/1505 – 1575)
- Lukrécie Šliková (kolem roku 1549/1505 – 1575)

Kašpar a Alžběta byli zakadateli vedlejší větve ostrovské linie rodu, ta však vymřela již jejich vnukem Kašparem.